# Fengyun
Fengyun (風雲T, 风云S, FēngyúnP, lett. "vento e nuvole") è una serie di satelliti meteorologici cinesi. Lanciati fin dal 1988, sono costruiti dalla Shanghai Academy of Spaceflight Technology e operati dall'Agenzia meteorologica cinese.
Sono divisi in quattro classi: quelli delle classi 1 e 3 sono in orbita polare eliosincrona, mentre quelli delle classi 2 e 4 sono in orbita geosincrona.

## Classi

### Fengyun 1
La classe 1 comprendeva quattro satelliti posizionati in un'orbita polare a circa 900 km di altezza e con un'inclinazione orbitale tra 98,8° e 99,2°. Ciò consentiva loro di sorvolare il polo nord ogni 14 minuti.
Il primo satellite, Fengyun-1A, fu lanciato nel settembre 1988 e durò solo 39 giorni prima di subire un guasto al sistema di controllo di assetto. L'ultimo satellite della serie, Fengyun-1D, terminò le operazioni il 1º aprile 2012.
L'11 gennaio 2007 la Cina ha condotto un test di un'arma antisatellite colpendo il satellite Fengyun-1C con un'arma cinetica. L'impatto ha distrutto il satellite, creando una grande quantità di detriti orbitali.

### Fengyun 2
I satelliti della classe 2 si trovavano in orbita geostazionaria ed erano stabilizzati per rotazione. Il lancio del primo satellite nell'aprile 1994 fallì e causò la distruzione del satellite stesso. In seguito furono lanciati otto satelliti di questa classe con successo.

### Fengyun 3
Il primo satellite della classe 3 è stato lanciato nel 2008. A febbraio 2024 ne sono stati lanciati sette.

### Fengyun 4
A febbraio 2024 sono stati lanciati due satelliti del tipo Fengyun 4, il primo dei quali nel 2016.